# محافظة ضرما
ضرما أو ضرماء هي محافظة سعودية عاصمتها الإدارية هي مدينة ضرما، تقع في منطقة العارض وسط نجد على بعد 60 كيلو متر غرب مدينة الرياض في وادي واسع يسمى وادي البطين ويتبعها (5) مراكز و(25) قرية وهجرة، وبلغ عدد سكانها (26,299) نسمة. ويحدها شمالاً جبال طويق وجنوباً محافظتي القويعية والمزاحمية وغرباً محافظة مرات وشرقا مدينة الرياض. ومن أهم المراكز التابعة لها جو وقصور ال مقبل والسيباني والعليا والغزيز والجافورة وديراب.
وهي عبارة عن وادي فسيح، وتكمن أهميتها كونها منطقة زراعية قديمة ومركز خدمة هامة للمجاورين والمسافرين على طريق الحجاز القديم والجديد. تشتهر بزراعة القمح والشعير والتمور والخضروات والفواكه بالطرق الزراعية الحديثة لها نشاطات أخرى (تجارية وصناعية وتربية المواشي).

## التسمية
بفتح الضاد، والراء، والميم ممدودة، أصلها "قرما"، ثم دخلها التحريف فأصبحت اليوم ضرما، وقرما من القرم وهو الأكل الضعيف، يقال قرم يقرم قرما، وهي قرية كثيرة النخل.
وقرما قرية بوادي "قرقري" باليمامة، وهي التي ذكرها جرير في هجاء بني نمير، حيث قال:
سيبلغ حائطي قرماء عني            قواف لا أريد بها عتابا

## السكان
بلغ عدد سكان محافظة ضرما (26,299) نسمة حسب تعداد السعودية 2022، عدد السعوديين (14,883) نسمة، وعدد غير السعوديين (11,416) نسمة.

## التاريخ
يرجع تاريخ المدينة إلى ما قبل الإسلام حيث يذكرها الشاعر الأموي جرير في القرن السابع الميلادي (الأول الهجري) باسم قرماء، ويذكرها أيضاً ياقوت بذلك الاسم في القرن الثالث عشر الميلادي (السابع الهجري)، وتحولت مع مرور الزمن إلى ضرما.
ويرى الشيخ عبد الله بن خميس في معجم اليمامة أن أصل ضرماء هو قرماء نظراً لوفرة المياه بها ولكن مع مرور الزمن وتأثرها بالعوامل المناخية فعانت من شح المياة ونتيجة لذلك فقد تغير اسمها وحُرّف فأصبحت تعرف اليوم بضرماء وكانت قرية عامرة وكثيرة النخل.
قبل البعثة المحمدية على صاحبها أفضل الصلاة والسلام وتردد ذكرها في الشعر الجاهلي ومنه قول الأعشى:

- عرقت اليوم تيا مقاما *** بجو أو عرفت لها خياما
- فهاجت شوق محزون طروب *** فأسبل دمعه فيها سجاما
- ويوم الخرج من قرماءهاجت *** حباك حمامة تدعو حماما

كانت البلدة في القرون الماضية تشكل البوابة الغربية لإقليم العارض الذي يضم الرياض والدرعية، ولذلك كانت في واجهة الغزوات التي استهدفت تلك المنطقة. حكامها التقليديون هم ال عبدالرحمن المعروفين في نجد بالشيوخ ال عبدالعزيز أبناء عمومة حكام السعودية آل سعود، وهم أبناء الأمير محمد بن عبدالعزيز بن عبدالرحمن بن إبراهيم بن موسى بن ربيعة بن مانع بن ربيعة المريدي، وكان أهل ضرماء من الذين انضموا مبكراً إلى الدولة السعودية الأولى التي نشأت عام 1744 م.
الامير عبدالرحمن بن ابراهيم بن موسى بن ربيعة بن مانع المريدي نزل الى ضرماء وجو في بداية 1000 هـ . وتامرت ذريته ال عبد العزيز ( الشيوخ) فيها لعدة قرون حتى عام 1381هـ.
ومن امراء ال عبدالعزيز في الدولة السعودية الاولى:
الآمير ابراهيم بن محمد بن عبدالعزيز بن عبدالرحمن( قتل سنة 1163هـ)
الامير هبدان بن ابراهيم بن محمد بن عبدالعزيز بن عبدالرحمن(قتل مع ابيه 1163هـ )
الآمير عبدالله بن محمد بن عبدالعزيز بن عبدالرحمن( عينه الامام عبدالعزيز بن محمد بعد مقتل الشيوخ سنة 1163هـ)
الآمير محمد بن عبدالله بن محمد بن عبدالعزيز بن عبدالرحمن( قاد فتح حريملاء بعد ما رجع عنها الإمام عبدالعزيز بن محمد سنة 1168هـ)
الامير علي بن محمد بن عبدالله بن محمد بن عبدالعزيز (قتل سنة 1186هـ في غزو الرياض)
الآمير عبدالله بن محمد بن عبدالعزيز بن محمد( سنة حرب الباشا 1233هـ).
الدولة السعودية الثانية:
الامير محمد بن عبدالله بن محمد بن عبدالعزيز (عينه الامام تركي بن عبدالله بالمجمعة )
الامير علي بن عبدالله بن محمد بن عبدالعزيز( الاول) راعي الخمس، قام بتوصيل هدية الامام عبدالله بن ثنيان الى الامام فيصل بن تركي في جبل شمر سنة 1258هـ 
الامير عبدالله بن علي بن عبدالله بن محمد بن عبدالعزيز ( من اشهر قتلى موقعة جودة 1287هـ)مع الامام محمد بن فيصل بن تركي.
ومن امراء ابناء ال عبدالعزيز في المملكة العربية السعودية
الآمير مشاري بن عبدالله بن علي بن محمد بن عبدالعزيز  من 1319 هـ الى ان قتل في مسجد  شخيب سنة1331هـ 
الامير عبدالله بن عمر ال عبدالعزيز 
( 1332 الى 1343هـ)
الامير فهد بن عبدالله بن عبدالعزيز ال عبدالعزيز في املج والعلاء وتربة
الامير علي بن عبدالله بن عبدالعزيز بن حسن ال عبدالعزيز (علي بن عبدالله الثاني) استمر بالمارة من 1351 الى 1381 هـ
الأمير محمد بن عبدالله بن سعدون آل عبدالعزيز  في ضباء

## معارك وحروب تاريخية
محافظة ضرماء كانت وجهة تاريخية للمعارك والحروب بنجد نظراً لشهرتها بكثرة مقاتليها، ففي عام 1775 م، قامت قبيلة يام من نجران بغزو أراضي الدولة السعودية فصدّهم أهل ضرماء في معركة في النخيل المجاورة، حسب ما يذكر المؤرخ ابن غنام. وعندما أتى إبراهيم باشا على رأس حملة عثمانية إلى نجد بغرض تدمير الدولة السعودية، مر بضرماء وهو في طريقه إلى العاصمة السعودية في الدرعية، ففرض الحصار على ضرماء عام 1817. وقد قاوم أهالي البلدة بشدة وبسالة فائقة حتى إنهم رفضوا عرضاً للهدنة مع إبراهيم باشا مقابل السماح له بالمرور إلى الدرعية بسلام، إلا أن القرية اضطرت للاستسلام في عام 1818م بعد معارك ضارية خسر الجيش العثماني خلالها أكثر من 1500 مقاتلاً، كما استشهد من أهالي البلدة قرابة 800 شهيد.
وكان الجيش الذي بقيادة إبراهيم محمد علي باشا للاستيلاء على الدرعية بعد محاربته شقراء أسبوعاً ثم طلب أهلها منه الأمان فأجابهم إلى ذلك، حيث اتجه إلى ضرماء الذي استفزه أهلها فوجه المدافع ودارت حرب مدمرة بينه وبين أهلها الذين صمموا على موقفهم واستماتوا للدفاع عن بلدتهم، وكما يُذكر بأن إبراهيم باشا حاصرها لمدة أربعة أشهر وبذلك تكون أطول مدة حاصر فيها بلدة حصينه في حملته (حيث كان لضرماء سور حصين لم يستطع إبراهيم باشا هدمه أو اختراقه) وكل ذلك كان دفاعاً عن بلدة ضرماء وتأييداً ونصرة للأمام عبد الله بن سعود الكبير بن عبد العزيز آل سعود الذي كان متولياً لحملة المقاومة على الجيوش الغازية. مع مرور الزمن استردّت البلدة بعضاً من عافيتها بعد تلك الأحداث. إذ يذكر الإنجليزي جون فيلبي عام 1917 أن أهلها كانوا قاربة الـ 6,000 نسمة في ذلك الوقت وأن 2,000 منهم كانوا جاهزين للقتال بأي وقت.
كما لا تخلوا الكتب والمؤلفات الغربية التي تتحدث عن منطقة نجد وتاريخ الجزيرة العربية والمملكة العربية السعودية من ذكر معلومات عن حالة ضرماء العمرانية والسكانية ومكانتها بالمنطقة، إذ يذكر الإنجليزي ج.ج. لوريمر في القسم الجغرافي من دليل الخليج الصادر سنة 1908م: «ضرما قرية كبيرة تقع في منطقة العارض من نجد مشهورة أصلا بالمقاومة التي شنتها القوات المصرية سنة 1818م والقسوة التي عوملت بها بعد أن استردتها تلك القوات ويوجد بسوقها عدد من الحوانيت وتعتمد الزراعة فيها على رفع المياه من الآبار التي يتراوح عمقها بين 16-18 قامه وتشغل مزارع القمح والشعير والبرسيم والبطيخ والفاكهة مساحات واسعه».

## مكانتها بالمنطقة
ضرماء كانت مقر انطلاقة الدولة السعودية الثانية، إذ فر الإمام تركي بن عبد الله بن محمد آل سعود نتيجة زحف محمد بن مشاري بن معمر للدرعية والرياض، فهرب الإمام تركي من الرياض متجهاً إلى ضرماء للاستنجاد بمقاتليها من أبناء العمومة ال عبد العزيز (الشيوخ) وأبناء ضرماء لإستعادة حكم أباؤه وأجداده، فمكث بها فترة من الزمن وتزوج من أسرة الفقيه (أنجب منها الإمام فيصل) وسكن بقصر الفرغ -ما زال موجوداً إلى الآن-، وقد انضم معه غالبية أهل ضرماء وتم مهاجمة واقتحام الحامية التركية بضرماء والقضاء على من بها من الجنود وتحريرها، واتجهوا معه بعد ذلك إلى الدرعية فقبضوا على محمد بن مشاري بن معمر الذي كان متمرداً على الأمير مشاري بن سعود ومنها انطلقت الدولة السعودية الثانية وكان ذلك في عام 1235 هـ (الموافق 1820 م)
كما أن أهالي ضرما من أوائل المنضمين للـدولة السعودية الأولى ولدعوة الشيخ محمد بن عبد الوهاب والمجاهدين جهاداً مشهوداً في سبيل انتشار الدعوة وكما أنهم من أوائل المبايعين للـملك عبد العزيز أثناء قيام الدولة السعودية الثالثة.
ومن الناحية الاقتصادية فـزراعياً تحوي ضرماء أراضٍ خصبة ومياة جوفية وفيرة فاشتهرت منذ القدم بكثرة نخيلها حيث تحتل المركز الثالت على مستوى المملكة في عدد النخيل، وكذلك تعدد فواكهها وحبوبها حتى اقترن اسمها بالحب الجيد من القمح واستطاعت ضرماء أن تصدر منتجاتها الزراعية خارج المملكة حيث تشتهر بمشاريع البيوت المحمية للخضار وكذلك مشاريع للفواكه وعدد من مشاريع الدواجن والألبان.

## معالم جغرافية بارزة
يوجد في منطقة البطين وتحديداً فالشمال الشرقي من ضرما جبل شامخ قد انفصل منذ زمن عن سلسلة جبال طويق وذلك بتأثير عوامل التعرية عليه ويعرف بـ (الحامض)نسبة إلى ناقوط ماء يقابله في جبال طويق اشتهر بحموضته ويعتبر معلم واضح للقادم لضرما من بعيد.

## الأثار والمعالم التاريخية
- السور: كانت البلدة حتى وقت قريب محاطة بسور (حامي) لتحصينها وحماية سكانها من الغارات. وكان طول السور نحو 3700م ويتخلله 20 برجاً. أما ارتفاع الأبراج فيزيد على 6م، ويضم 6 بوابات أو دراويز تقع مباشرة على السور.[10]
- المرقاب: أو المرقب، وكان ينتصب فوق ضلع "تل" الزبارة جنوب غرب ضرما، وهو مبنى من الحجارة، وكان يخدم أغراضاً أهمها نقل خبر هجوم الغزاة على البلدة إلى قصر الإمارة، ومراقبة الحيوانات التي ترعى من الرياض القريبة، وقد تهد أثناء غزو الأتراك لضرما وبقيت بعض آثاره.[10]
- قصر ثمامة بن اثال: صاحب القصر المطمور الذي يقع عند مدخل ضرماء هو ثمامة بن اثال الذي قام بمنع الحنطة عن كفار قريش في مكة. [11]
- بعض الوحدات المعمارية التي تتمثل في بقايا المساكن ذات الأرضيات المجصصة وعلى بعض جدرانها أفاريز جصية عبارة عن قوالب ذات زخارف نباتية، كذلك تم العثور على كسر من الفخار والفخار المزجج، وكسر الزجاج، بالإضافة إلى وجود آبار وقنوات مائية تأتي من بعد عدة كيلومترات من الجهة الشمالية من الموقع مما يوحي بعظم شأنها.[12]
- جنوب غرب ضرماء ب 5كلم تقريباً مجار مائية عملاقة وكانت بها حفريات من قبل وكالة الآثار قبل 30عاماً تقريباً ويعتقد أنها مجار مائية لعين الماء التي يذكرها كبار السن في ضرماء في ما يعرف بالشعبة وهو مفيض شعيب يقع جنوب غرب المحافظة في سلسلة جبلية صغيرة تمتد لمسافة 4كلم تقريباً يذكر أنه كانت به عين ماء قديمة جداً وأن هذه الحضارات قد تكون قامت عليها فهذه المجاري تخرج من الشعبة وتتجه للشرق وتمر على بلدة ضرما وتتعداها منحدرة باتجاه الشرق حتى الروضة في بطين ضرماء.[13]

## المراكز والقرى التابعة لمحافظة ضرماء
محافظة ضرماء تتبعها عدة قرى ومراكز، ومن ضمنهم:
- مركزقصور آل مقبل
- مركز جو
- مركز الغزيز
- مركز السيباني
- مركز الجافورة
- قرية العليا
- قرية الفيحاء
- قرية الناصرية
- قرية بني زياد
- قرية البدايع
- قرية الرفايع
- قرية الصدر
- قرية حجرفة